# Domesticatie van planten

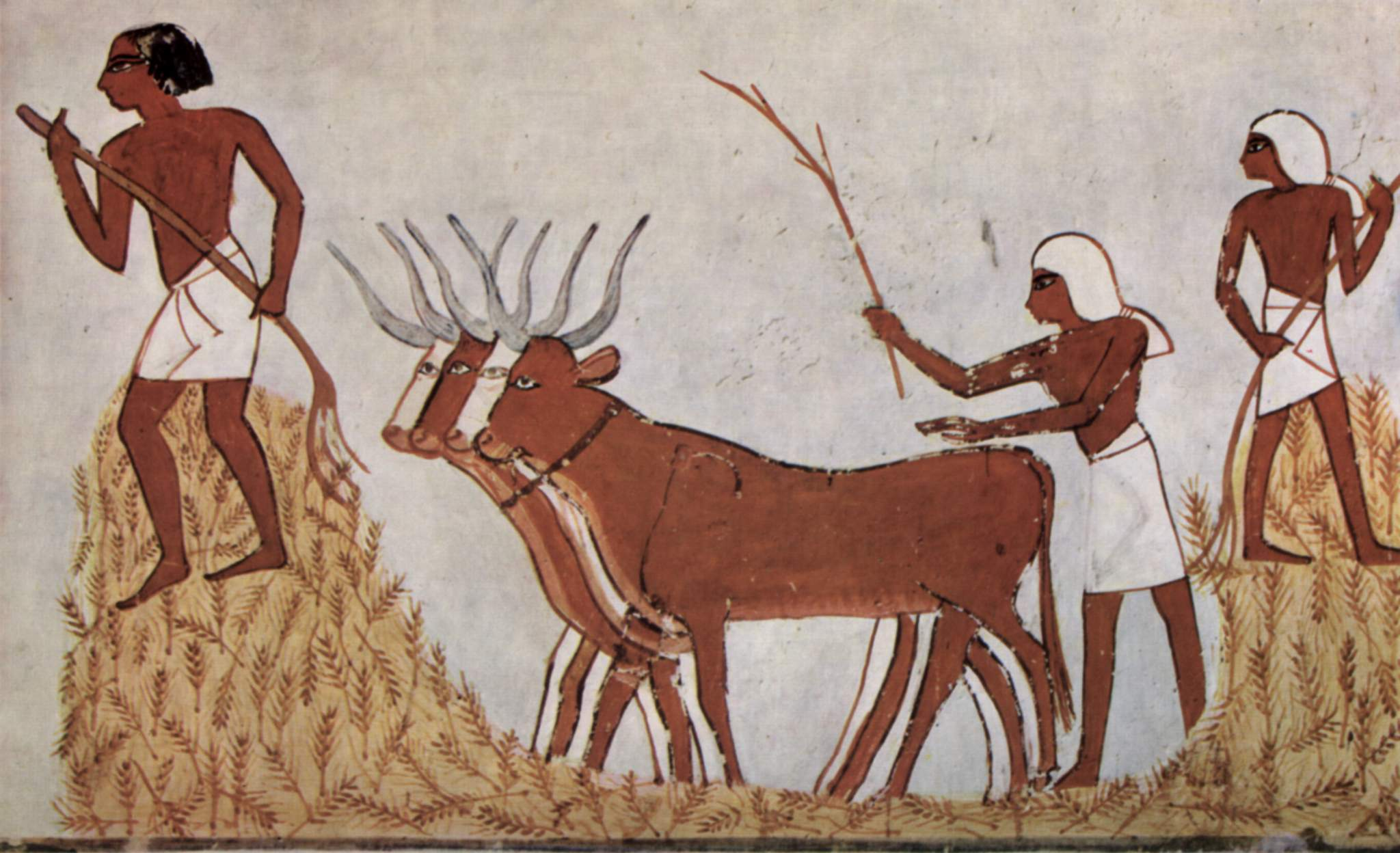
Het dorsen van graan, een scene in de grafkamer van Menna, opziener van de farao

Domesticatie van planten is het domesticatieproces van genetische verandering bij planten onder invloed van cultivatie door de mens. De vroegste vormen van domesticatie tot voor de mens nuttige gewassen zullen onbewust zijn geweest. Sinds het begin van de domesticatie zo'n 12.000 jaar geleden zijn uit meer dan 160 families ongeveer 2500 plantensoorten gedomesticeerd, waarvan er nu nog zo'n 200 gebruikt worden. Landbouw werd mogelijk gemaakt door de domesticatie van dieren en planten. 
Deze overgang heeft een dusdanig belangrijke invloed gehad dat deze de neolithische revolutie wordt genoemd. Dit stimuleerde een specialisatie, een grotere productie dan de behoeften en een sedentaire levenswijze, wat een voorwaarde was voor de daaropvolgende sterke bevolkingsgroei en het ontstaan van de vroege beschavingen.
Lang werd gedacht dat er een beperkt aantal centra waren van waaruit akkerbouw zich verspreidde. Tegenwoordig worden minstens twaalf en mogelijk meer dan twintig genencentra onderscheiden van waaruit akkerbouw zich verspreidde. Elk centrum heeft in ten minste één graan- en één peulvruchtsoort gedomesticeerd, om zo te beschikken over een zetmeel- en een eiwitbron. Zo werden in de Vruchtbare Sikkel tarwe, gerst, erwten en linzen gedomesticeerd en in Oost-Azië rijst en soja. In elk van de belangrijkste centra is een andere graansoort gedomesticeerd, zoals tarwe, gerst, mais, sorgo en rijst. Deze gewassen voeden tegenwoordig de meerderheid van de menselijke bevolking.
Na de aanvankelijke domesticatie volgde veelal een verdere selectie om bepaalde gewenste eigenschappen te verkrijgen. Deze positieve selectie kon te maken hebben met voorkeuren voor de manier van voedselbereiding, minder arbeidsintensief om te oogsten en te verwerken, smaak en uiterlijk of nieuwe omgevingen. Binnen veel soorten ontstond zo door deze gewasdiversificatie een grote variëteit. Deze plantenveredeling was veelal een bewuster proces dan de voorafgaande domesticatie.
De opkomst van grote beschavingen laat vaak een groei zien van het aantal domesticaties. Dit was onder meer het geval rond de Gele Rivier in het Chinese rijk van de mythische Huang Di (de Gele Keizer), bij het Nieuwe Rijk in het Oude Egypte, het vroege Romeinse Rijk rond de Middellandse Zee en de Oostelijke Han toen die richting de noordelijke Mekongvallei trokken.

## Proces
De overgang van jagen en verzamelen naar landbouw heeft op vele plaatsen plaatsgevonden, soms onafhankelijk en soms door het overnemen van gewassen en technieken. Van de naar schatting ruim 400.000 planten op aarde zijn mogelijk 250.000 tot 300.000 eetbaar voor de mens. Een aanzienlijk deel daarvan betrof planten die pas eetbaar waren nadat de mens vuur beheersbaar had gemaakt en koken gangbaar werd. Niet al deze planten zijn echter even voedzaam en smakelijk en het dieet van jager-verzamelaars beperkte zich tot vele duizenden soorten. Daarvan werden er zo'n 2500 gedomesticeerd, waarvan er nu nog zo'n 150 tot 200 gebruikt worden. Het merendeel hiervan vervult een secundaire rol. Ruim de helft van de benodigde calorieën en proteïne die de mens uit planten haalt, komt van slechts drie gewassen, mais, rijst en tarwe. Naast de gedomesticeerde planten gebruikt de mens overigens ook nog een aantal wilde planten die nooit gedomesticeerd zijn. De ontwikkeling liep van:
- het verzamelen van wilde planten
- het cultiveren daarvan door de mens, mogelijk in kleine neolithische tuinen
- plantenpopulaties reageren hierop met genetische veranderingen en domesticeren tot gewassen
- het aandeel van gedomesticeerde planten in het dieet groeit dusdanig, dat er sprake is van landbouw. Dit ging gepaard met intensieve grondbewerking, eventueel ontbossing, ontwatering of irrigatie, ontsluiting van gebieden en percelering.

Voorafgaand aan de domesticatie leefde de mens al van wilde planten door deze te verzamelen. Daarna werd geleidelijk overgegaan tot cultivatie, zoals grondbewerking, bewateren, wieden, snoeien en uiteindelijk oogsten. Als daarbij geselecteerd werd op bepaalde eigenschappen en kenmerken (fenotypes), werkte dit een kunstmatige selectie in de hand die ook genotypische veranderingen tot gevolg kon hebben. In veel gevallen ging deze door de mens opgelegde selectiedruk ten koste van de overlevingskansen in de natuur en ging daarmee in tegen de natuurlijke selectie. Het geheel aan kenmerken dat een gewas zo verkreeg, ook wel domesticatiesyndroom genoemd, werkte een afhankelijkheidsrelatie met de mens in de hand. Deze werd wederkerig op het moment dat deze gewassen het hoofdbestanddeel uit gingen maken van het menselijk dieet.
Een belangrijke voor de mens gunstige verandering was het verlies van de mogelijkheid tot zaadverspreiding. Hiermee wordt een gewas afhankelijk van de mens bij de voortplanting. Het ontstaan van niet-openspringende aren was waarschijnlijk aanvankelijk een onbedoeld gevolg van cultivatie. De domesticatie hiervan duurde zo'n 2000-2500 jaar. Bij gewassen als tarwe en gerst is deze overgang volledig gemaakt, maar bij andere gewassen is dit niet altijd het geval omdat deze gemengd blijven met verwante gewassen.
Grotere vruchten ontstonden mogelijk als reactie op het dieper zaaien in bewerkte grond. De groei van vrucht duurde over het algemeen aanmerkelijk langer dan de ontwikkeling van niet-openspringende aren. Niet bij alle gewassen is groei van de vrucht een indicatie van domesticatie. Zo is bij zetmeelrijk fruit als bananen juist een verkleining van de zaden te zien en een groei van de hoeveelheid zetmeel. Soms is er sprake van divergente evolutie, zoals bij de broodboom, waarvan fertiele zaadvormende rassen bestaan waarvan het zaad wordt gegeten en steriele zaadloze rassen waarvan het vruchtvlees wordt gegeten.
Het verlies van kiemrust is een belangrijk kenmerk van peulen en van pseudogranen zoals van het geslacht ganzenvoet.
Er zijn gevallen waarin cultivatie wel fenotypische veranderingen tot gevolg heeft, maar geen genotypische. Deze fenotypische plasticiteit is onder meer te zien bij knollen van yams die groter worden na herbeplanting in lossere bewerkte grond zonder dat dit genetische gevolgen heeft.
Daar tegenover staat dat hetzelfde kenmerk soms op verschillende manieren bereikt is. Deze convergente evolutie vond onder meer plaats bij gerst, waar zowel het gen Bt1 als Bt2 het verlies van broosheid van de rachis tot gevolg hadden en daarmee niet-openspringende aren.

## Centra
Nikolaj Vavilov kwam in 1926 tot acht genencentra waar domesticatie plaats zou hebben gevonden. Uit onder meer archeobotanisch onderzoek blijkt echter een veel complexere genetische relatie tussen gewasplanten en hun wilde voorouders. Door fossiele planten en zaden te onderzoeken, kan achterhaald worden welke eigenschappen van het uiteindelijke domesticatiesyndroom deze bevatten en welke niet. Daarmee werd duidelijk dat voordat de huidige gewassen over hun volledige set van eigenschappen beschikten, er vele tussenstadia waren in een langdurig multiregionaal proces. Jack Harlan stelde in 1995:
First, we will not and cannot find a time or place where agriculture originated. We will not and cannot because it did not happen that way. Agriculture is not the result of a happening, an idea, an invention, discovery or instruction by a god or goddess. It emerged as a result of long periods of intimate coevolution between plants and man. Animals are not essential; plants supply over 90% of the food consumed by humans. The coevolution took place over millennia and over vast regions measured in terms of thousands of kilometers. There were many independent tentatives in many locations that fused over time to produce effective food production systems. Origins are diffuse in both time and space.
Dertig jaar eerder gaven Harlan en Daniel Zohary al aan dat domesticatie niet noodzakelijk was opgetreden in het gebied waar de wilde variant gevonden werd:
Domestication may not have taken place where the wild cereals were most abundant. Why should anyone cultivate a cereal where natural stands are as dense as a cultivated field? If wild cereal grasses can be harvested in unlimited quantities, why should anyone bother to till the soil and plant the seed?
Harlan gaf daarom de voorkeur aan de term center of diversity in plaats van center of origin. Daarbij was niet elk gebied met veel diversiteit een oorsprongsgebied en bleken er veel microcentra te zijn. Hij maakte verder onderscheid tussen wilde, getolereerde, gestimuleerde en gedomesticeerde planten. Charles Clements maakte onderscheid tussen wilde planten, terloops meegeëvolueerde planten, beginnend gedomesticeerde planten, halfgedomesticeerde planten en gedomesticeerde planten.
De oorspronkelijke zoektocht naar de locatie waar landbouw is ontstaan, maakt dan ook steeds meer plaats naar zoektochten naar de plaatsen van cultivatie van individuele gewassen, wat veelal plaatsvond millennia voordat er sprake was van landbouw. Elk gewas heeft daarbij zijn eigen geschiedenis:
A center must be established one crop at a time [...]
Ondanks die nadruk op individuele gewassen zag Harlan drie centra, elk aangevuld met wat hij een non-centrum noemde in zijn artikel Agricultural Origins: Centers and Noncenters uit 1971. Non-centra zijn daarbij gebieden van 5000 tot 10.000 kilometer groot. In 1975 kwam hij in Geographic Patterns of Variation in Some Cultivated Plants  tot vijf verschillende geografische patronen:
- endemisch, gewas dat een duidelijk oorsprongsgebied heeft en alleen daar voorkomt, zoals Guinea-gierst
- semi-endemisch, gewas dat een duidelijk oorsprongsgebied heeft en in beperkte mate daarbuiten voorkomt, zoals Afrikaanse rijst
- mono-centrisch, gewas dat een duidelijk oorsprongsgebied heeft en wijdverbreid daarbuiten voorkomt, zoals arabica-koffie
- oligo-centrisch, gewas dat een duidelijk oorsprongsgebied heeft, wijdverbreid daarbuiten voorkomt en meerdere centra van diversiteit heeft, zoals gewone tarwe
- non-centrisch, gewas dat wijdverbreid voorkomt, maar geen duidelijk oorsprongsgebied of centra van diversiteit heeft, zoals sorgo

Harlan zag echter de beperkingen van deze classificatie. In de praktijk kan het moeilijk zijn om gewassen met een zeer gevarieerd verleden goed in te delen. David Harris bekritiseerde in 1990 het verband dat Vavilov en na hem Harlan hadden gelegd tussen soortenrijkdom, centra van oorsprong van cultuurgewassen en vroege landbouw. Ook had hij kritiek op de voorstelling van centra die van elkaar gescheiden waren. Harris betreurde het vooral dat hierdoor het meeste onderzoek plaatsvond in de zogenaamde centra, daarmee de zogenaamde non-centra verwaarlozend. Hij benadrukte dan ook het belang om inderdaad de geschiedenis van individuele gewassen te bestuderen. Harlan benadrukte dit tegen die tijd ook. Dit onderzoek kwam daarna inderdaad op gang.
Het domesticatieproces verliep dus per regio en per gewas verschillend. Er zijn echter wel enkele regio's waar een bundeling van domesticaties is gevonden. Het merendeel van deze regio's bevindt zich in de tropen en subtropen, rond de evenaar en 30° breedtegraad. Uitzonderingen zijn het oosten van Noord-Amerika en Centraal-Azië. Een groot aantal betreft wat Norman Myers noemde biodiversiteitshotspots. Een vraag wordt dan waarom er in vergelijkbare regio's geen domesticatie optrad, zoals in de California Floristic Province, waar de vele culturen niet overgingen tot landbouw.

## Periode
Gordon Hillman en Stuart Davies wezen er in 1999 in hun artikel 'Domestication rate in wild wheats and barley under primitive cultivation' op dat genetische veranderingen relatief snel kunnen verlopen, van enkele decennia tot een paar eeuwen. Vooral vanuit de archeobotanie wordt er op gewezen dat dit proces in werkelijkheid veel langer duurde, tot millennia aan toe. Hierbij speelt onder meer de selectiedruk een rol. Zo zijn er in de neotropen aanwijzingen van microfossielen dat gedomesticeerde gevallen lang voor landbouw aanwezig waren, soms vele millennia eerder.
Met moderne technieken kan dit wel versneld worden, wat te zien is bij recente domesticaties zoals cranberry en kiwi. De gemiddelde domesticatietijd is dan ook langzaam afgenomen gedurende de millennia. Zo lag dit meer dan 10.000 jaar geleden nog op zo'n gemiddeld 5500 jaar, tussen de 10.000-8000 jaar geleden op gemiddeld 4000 jaar, tussen de 8000-6000 jaar geleden op gemiddeld 3000 jaar, tussen de 6000-4000 jaar geleden op gemiddeld 2000 jaar, tussen de 4000-2000 jaar geleden op gemiddeld 1000 jaar en de laatste 2000 jaar op gemiddeld 500 jaar. Een belangrijke factor zal naast de verspreiding van kennis de omslag tussen de eerdere onbewuste domesticatie en de latere bewuste domesticatie zijn geweest.

### Levensduur
Er kan een onderscheid gemaakt worden in de levensduur van planten en de periode en gebieden wanneer deze gedomesticeerd werden. Domesticatie van eenjarige planten nam vooral toe tussen 9000 en 4000 jaar geleden, met een piek 8000 jaar geleden en opnieuw 5000-4000 jaar geleden. De afzwakking daarna kan het gevolg zijn van de wijde verspreiding van vroege granen als gerst, mais en tarwe, waardoor lokale planten niet gedomesticeerd hoefden te worden. Ze worden vooral gevonden in droge klimaten.
De domesticatie van houtige planten, vooral bomen voor fruit, begon later, vanaf 7000-6000 jaar geleden en kende een piek rond 4000 en 2000 jaar geleden. Dit hangt samen met nieuwe methodes van vegetatieve vermeerdering, mogelijk stekken tijdens de eerste piek en enten tijdens de tweede piek. Deze vertonen over het algemeen minder kenmerken van het domesticatiesyndroom dan jaarlijkse planten en doen ook langer over de domesticatie. Vaste planten kenden een piek rond 6000 en 3000 jaar geleden. Vaste planten zijn overal te vinden en bomen vooral in vochtige klimaten.
Tweejarige planten worden vooral gevonden in een steppeklimaat en werden vanaf ongeveer 6000-5000 jaar geleden gedomesticeerd en dan vooral tussen 3000 en 1000 jaar geleden rond de Middellandse Zee. Dit hangt samen met het oude Egypte, het oude Griekenland en het oude Rome waar veel van deze planten werden gedomesticeerd. Dat ze hun opbrengst pas in het tweede jaar hebben, maakt dat ze alleen geschikt zijn voor een sedentaire levenswijze. Omdat de groei een koudeperiode nodig heeft, een vernalisatie, worden ze veel in het circumboreaal gevonden. In Abessinië en Nabij Oceanië worden ze dan ook helemaal niet gevonden.